# Ли Иньхэ
Ли Иньхэ (кит. трад. 李銀河, упр. 李银河, пиньинь Lǐ Yínhé; род. 4 февраля 1952, Пекин, Китай) — китайский социолог, доктор социологии. Также сексолог и борец за права ЛГБТ. Выступала за отмену устаревших норм уголовного права и введение в КНР однополых браков, легализацию порнографии и декриминализацию проституции.

## Биография
Родилась 4 февраля 1952 года в Пекине, Китай. До семи лет носила имя Ли Санфан. 
В 1982 году отправилась в США, где жила до 1998 года.

## Личная жизнь
Вдова писателя Вана Сяобо. 
В 2014 году объявила, что уже 15 лет поддерживает отношения с трансгендером.